# بحث در مورد مغز بزرگ
نام کتابی در مورد علوم اعصاب است که توسط جان داولینگ استاد دانشگاه هاروارد نوشته شده است این کتاب به ۹۸ زبان ترجمه شده چاپ اول کتاب سال ۲۰۰۴ و بعد ۲۰۰۷ دوباره تجدید چاپ شد در ایران این کتاب توسط جواد رامزانی ترجمه شده است
اینکه شخصیت ، هوش و رفتار ما به احتمال زیاد توسط محیط ما شکل بگیرد یا برنامه نویسی ژنتیکی ما باشد ، به سادگی یک سوال بیکار برای محققان امروزی نیست. برای درک نقش تعیین کننده ای که محیط و ژن ها در هر بازی دارند عواقب عظیمی دارد. نحوه پرورش و تربیت فرزندانمان ، نحوه برخورد با بیماریها یا شرایط مختلف روحی ، چگونگی مراقبت از سالخوردگان - این فقط برخی از موضوعاتی است که با درک بهتر پیشرفت مغز می توان آنها را آگاه کرد.